# Dolichocolon klapperichi
Dolichocolon klapperichi är en tvåvingeart som beskrevs av Louis-Paul Mesnil 1968. Dolichocolon klapperichi ingår i släktet Dolichocolon och familjen parasitflugor. Inga underarter finns listade i Catalogue of Life.